# Урдис-Котдусан
Урди́с-Котдуса́н (фр. Ourdis-Cotdoussan, окс. Ordins e Còth d'Ossan) — коммуна во Франции, находится в регионе Юг — Пиренеи. Департамент — Верхние Пиренеи. Входит в состав кантона Лурд-Эст. Округ коммуны — Аржелес-Газост.
Код INSEE коммуны — 65211.

## География
Коммуна расположена приблизительно в 670 км к югу от Парижа, в 135 км юго-западнее Тулузы, в 21 км к югу от Тарба.
Коммуна расположена в долине Кастеллубон. По территории коммуны протекает река Узер (фр. Ousère).

## Климат
Климат умеренно-океанический с солнечной тёплой погодой и обильными осадками на протяжении практически всего года.

## Население
| Год  | Численность | Численность |
| ---- | ----------- | ----------- |
| 2013 | 50          |             |
| 2015 | 51          | [ 8 ]       |
| 2016 | 52          | [ 9 ]       |
| 2017 | 48          | [ 10 ]      |
| 2018 | 47          | [ 11 ]      |
| 2019 | 46          | [ 12 ]      |
| 2020 | 45          | [ 13 ]      |
| 2021 | 44          | [ 14 ]      |
| 2022 | 43          | [ 4 ]       |

## Администрация
| Период | Период | Фамилия         | Партия | Примечания |
| ------ | ------ | --------------- | ------ | ---------- |
| 2008   | 2020   | Жан-Ноэль Кассу |        |            |

## Экономика
В 2010 году среди 30 человек трудоспособного возраста (15-64 лет) 18 были экономически активными, 12 — неактивными (показатель активности — 60,0 %, в 1999 году было 71,4 %). Из 18 активных жителей работали 17 человек (9 мужчин и 8 женщин), безработной была 1 женщина. Среди 12 неактивных 2 человека были учениками или студентами, 8 — пенсионерами, 2 были неактивными по другим причинам.

## Достопримечательности
- Церковь Св. Иакова (XVII век). Исторический памятник с 1979 года[16]

## Фотогалерея

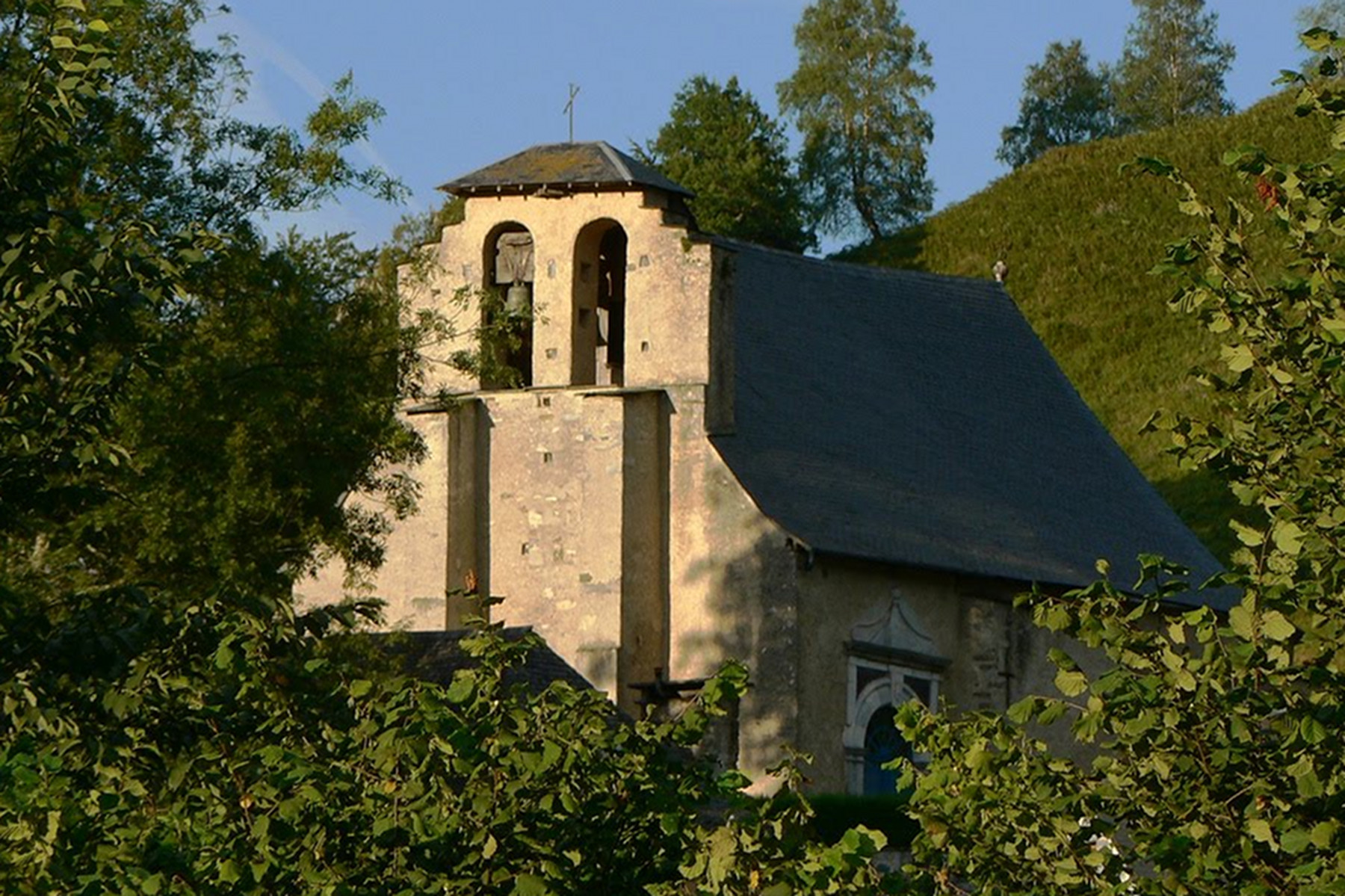
Церковь Св. Иакова
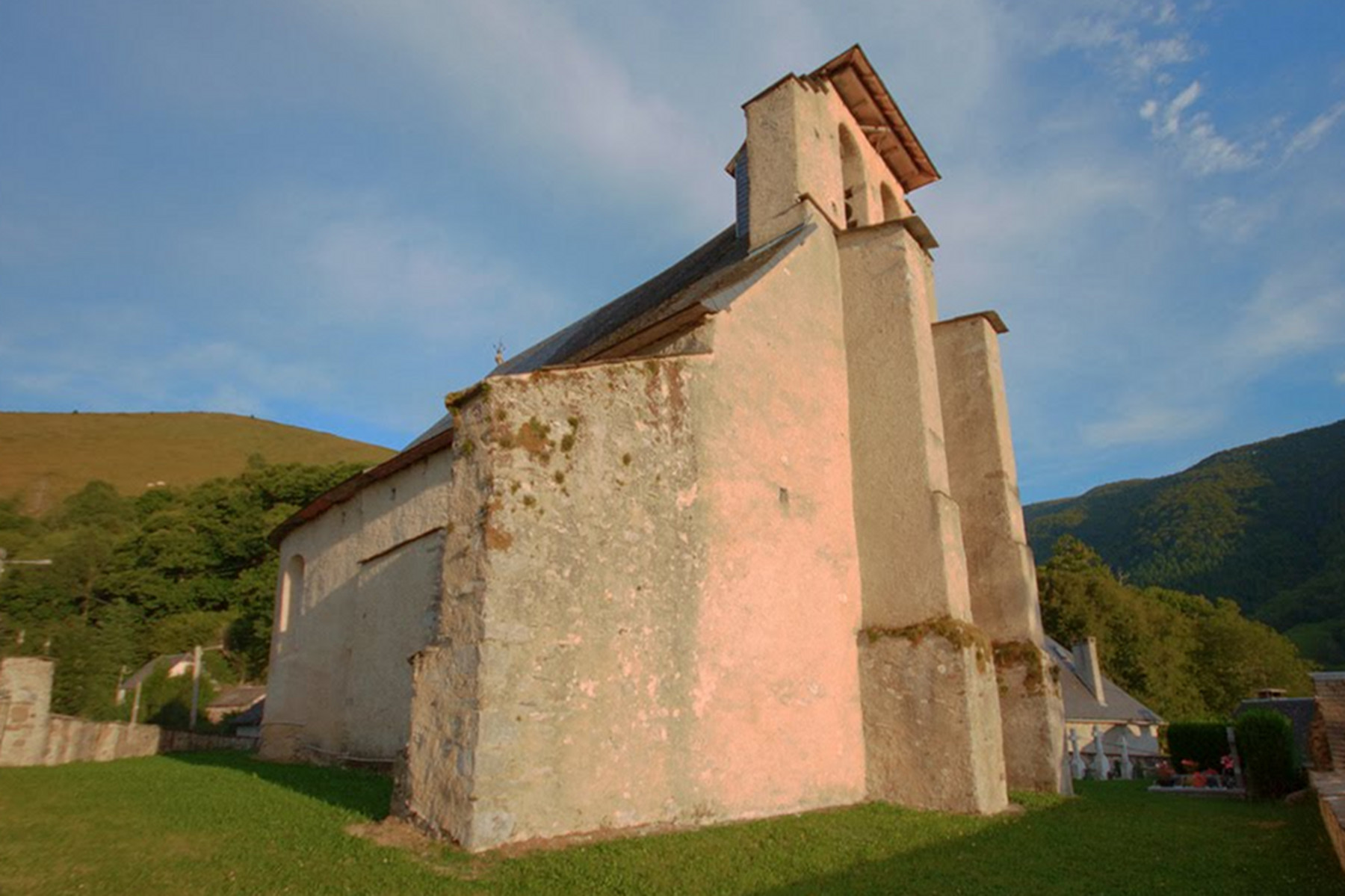
Церковь Св. Иакова
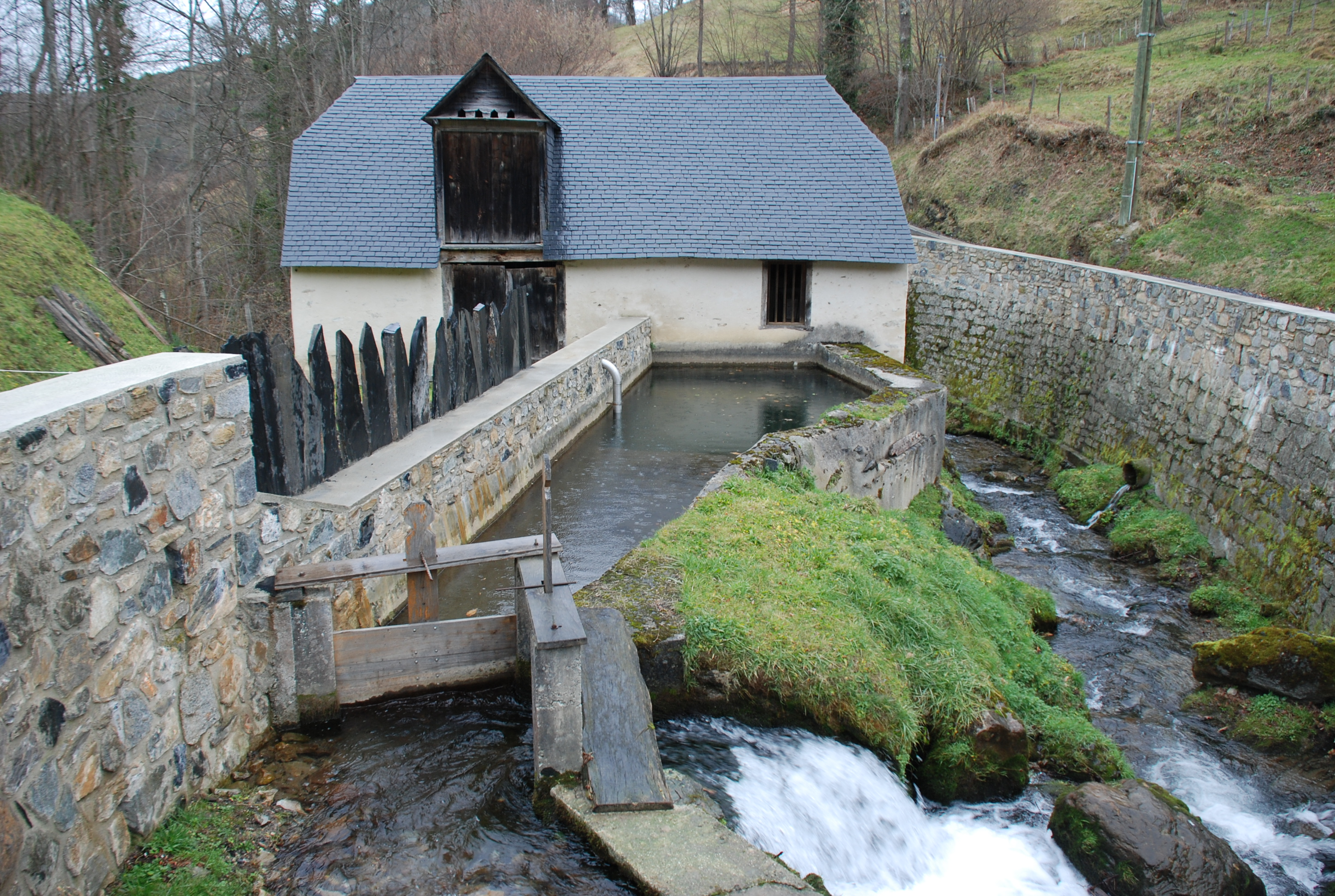
Мельница
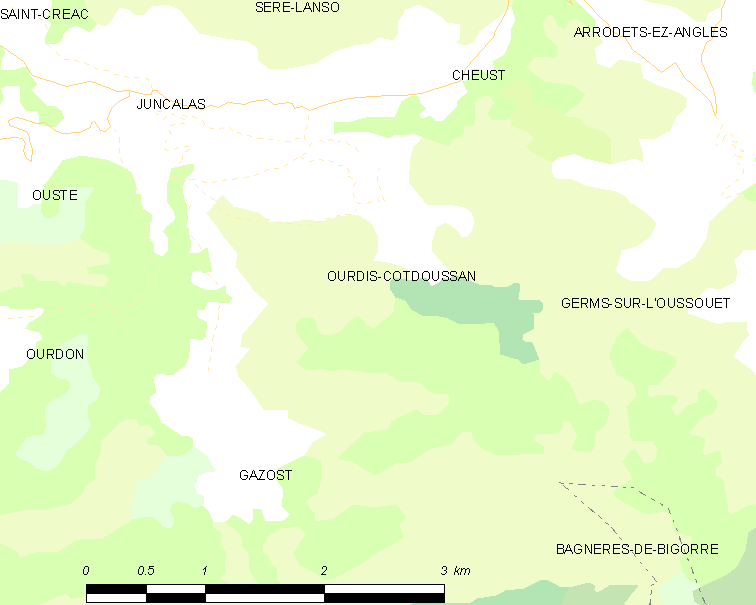
Карта коммуны